# Skid Row
Skid Row és una banda estatunidenca de hard rock, que va arribar a transformar-se en els prototips del grup de rock en l'escena del metall de finals dels anys 1980. Aquesta banda va ser una de les poques que no va ser eclipsada pel moviment grunge a principis dels anys 90. A més Skid Row assoliment vendre més de 20 milions d'àlbums arreu del món.
L'agrupació es va formar el 1986 a Toms River, Nova Jersey. La seva alineació inicial consistia en Matt Fallon (veu), Dave "The Snake" Sabo, Scotti Hill (guitarres), Rachel Bolan (baix) i Rob Affuso (bateria). Més tard s'uniria a l'agrupació el vocalista Sebastian Bach, reemplaçant a Fallon. La banda va començar tocant en clubs a la part oriental dels Estats Units. Ajudat pel seu amic Jon Bon Jovi, Sabo va assegurar un contracte per Skid Row amb la productora Atlantic Records el 1988. Va ser en aquell moment que van entrar a l'estudi amb Michael Wagener (productor d'Ozzy Osbourne, White Lion i Extreme fame, entre d'altres) per gravar el seu primer disc.

## Discografia

### Àlbums d'estudi
| Data                 | Àlbum                  | Discogràfica    |
| -------------------- | ---------------------- | --------------- |
| 24 de gener de 1989  | Skid Row               | Atlantic        |
| 11 de juny de 1991   | Slave To The Grind     | Atlantic        |
| 28 de març de 1995   | Subhuman Race          | Atlantic        |
| 5 de agosto de 2003  | Thickskin              | Blind Man Sound |
| 24 d'octubre de 2006 | Revolutions Per Minute | SPV GmbH        |
| 2022                 | The Gang's All Here    |                 |

### Extended Plays (EP)
| Data                   | Àlbum                              | Discogràfica |
| ---------------------- | ---------------------------------- | ------------ |
| 22 de setembre de 1992 | B-Side Ourselves                   | Atlantic     |
| 1995                   | Subhuman Beings on Tour            | East West    |
| 16 d'abril de 2013     | United World Rebellion - Chapter 1 | Megaforce    |
| 2014                   | United World Rebellion - Chapter 2 | Megaforce    |

### Recopilatoris
| Data                  | Àlbum                                | Discogràfica |
| --------------------- | ------------------------------------ | ------------ |
| 28 de març de 1995    | Subhuman Beings on Tour (en directe) | Atlantic     |
| 3 de novembre de 1998 | 40 Seasons: The Best Of Skid Row     | Atlantic     |

### Senzills
| Any  | Títol                                  | US Hot 100 | US Mainstream Rock | UK singles | Álbum                               |
| ---- | -------------------------------------- | ---------- | ------------------ | ---------- | ----------------------------------- |
| 1989 | "Youth Gone Wild"                      | 99         | 27                 | 42         | Skid Row                            |
| 1989 | "18 and Life"                          | 4          | 11                 | 12         | Skid Row                            |
| 1989 | "I Remember You"                       | 6          | 23                 | 36         | Skid Row                            |
| 1991 | "Wasted Time"                          | 88         | 30                 | 20         | Slave to the Grind                  |
| 1991 | "Monkey Business"                      | —          | 13                 | 19         | Slave to the Grind                  |
| 1991 | "In a Darkened Room"                   | —          | —                  | —          | Slave to the Grind                  |
| 1991 | "Slave to the Grind"                   | —          | —                  | 43         | Slave to the Grind                  |
| 1992 | "Youth Gone Wild/Delivering the Goods" | —          | —                  | 22         | B-Side Ourselves                    |
| 1995 | "My Enemy"                             | —          | —                  | —          | Subhuman Race                       |
| 1995 | "Breakin' Down"                        | —          | —                  | 48         | Subhuman Race                       |
| 1995 | "Into Another"                         | —          | 28                 | —          | Subhuman Race                       |
| 2003 | "Ghost"                                | —          | —                  | —          | Thickskin                           |
| 2003 | "Thick Is The Skin"                    | —          | —                  | —          | Thickskin                           |
| 2003 | "New Generation"                       | —          | —                  | —          | Thickskin                           |
| 2006 | "Shut Up Baby, I Love You"             | —          | —                  | —          | Revolutions per Minute              |
| 2006 | "Strength"                             | —          | —                  | —          | Revolutions per Minute              |
| 2013 | "Kings of Demolition"                  |            |                    |            | United World Rebellion: Chapter One |
| 2013 | "This Is Killing Me"                   |            |                    |            | United World Rebellion: Chapter One |
| 2014 | "We Are The Damned"                    |            |                    |            | United World Rebellion: Chapter Two |
| 2015 | "18 and Life (2015)"                   |            |                    |            |                                     |